# Lathyrus japonicus subsp. maritimus
Lathyrus japonicus subsp. maritimus é uma subespécie de planta com flor pertencente à família Fabaceae. 
A autoridade científica da subespécie é (L.) P.W.Ball, tendo sido publicada em Feddes Repertorium 79(1–2): 45. 1968.

## Portugal
Trata-se de uma subespécie presente no território português, nomeadamente no Arquipélago dos Açores.
Em termos de naturalidade é introduzida na região atrás indicada.

## Protecção
Não se encontra protegida por legislação portuguesa ou da Comunidade Europeia.